# Kokoszka (województwo pomorskie)
Kokoszka (kaszub. Kòkòszka, niem. Kokoschka) – kolonia kaszubska w Polsce położona w województwie pomorskim, w powiecie chojnickim, w gminie Chojnice. 
Kolonia  położona na terenie Zaborskiego Parku Krajobrazowego nad rzeką Chociną przy zachodnim brzegu jeziora Karsińskiego, jest częścią składową sołectwa Swornegacie.
W latach 1975–1998 miejscowość administracyjnie należała do województwa bydgoskiego.